# Leidenfrost-hatás

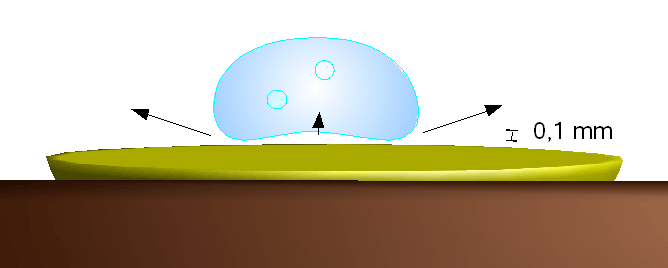
Forró fémlapra helyezett vízcsepp saját gőze tetején lebeg: Leidenfrost-tünemény.

A Leidenfrost-hatás vagy Leidenfrost-jelenség egy fizikai jelenség.
Egy folyadékcseppet a forráspontjánál jelentősen melegebb környezetben gőzréteg vesz körül, amely hőszigetelőként viselkedve lassítja a folyadékcsepp forráspontra hevülését, és így annak elpárolgását. Ennek következtében a folyadékcsepp viszonylag hosszú ideig megmarad. Például egy forró fémlapra cseppentett vízcsepp hosszú ideig mozog, „táncol” a fémlap felszínén, mielőtt teljesen elpárolog. Forró kanálba helyezett vízcseppen különféle térbeli állóhullámmodus figyelhető meg a háromszögtől a csillagig.
A légköri nyomású víz forrásakor a hőátadási görbe alapján a fémlap hőmérsékletének növelésével a vízcsepp élettartama egy ideig növekszik, majd csökkenni kezd. Azt a hőmérsékletet, ahol a legtöbb ideig marad meg a vízcsepp, Leidenfrost-pontnak nevezik. Desztillált víz esetében a csepp 200-240 °C-os kanálban 60 másodpercig is „élhet”.
A jelenség cseppfolyós nitrogén esetén szobahőmérsékleten is megfigyelhető.
Igen hasonló, bár fordított helyzet alakul ki, ha egy kb. 200 °C-ra forrósított fémgolyót majdnem forrásban lévő vízbe mártunk. Ekkor a golyó körül kialakuló, kezdetben 2-3 milliméteres gőzpárna csak viszonylag hosszú idő után, igen látványosan omlik össze.
Néhány veszélyes trükk is a Leidenfrost-jelenségen alapul; ezek során például nedves kézzel annak sérülése nélkül olvadt ólomba nyúl, vagy szájából folyékony nitrogént fúj ki a demonstrátor.
A Leidenfrost-hatás nevét Johann Gottlob Leidenfrost német tudósról kapta, aki 1756-ban először tett említést róla De Aquae Communis Nonnullis Qualitatibus Tractatus („Értekezés a közönséges víz néhány tulajdonságáról”) című tanulmányában.

## Külső hivatkozások
- Az Élet és Tudomány cikke
- Kapcsolódó demonstráció egy oroszországi gyárból
- Kapcsolódó kísérlet a Szertár Youtube csatornájáról